# Waterwörld
Waterwörld – szwedzki program telewizyjny typu reality show, emitowany na antenie TV6, w programie biorą udział : finalista programu Big Brother 2011 Martin Granetoft, strongmeni Johan Plexus Oldenmark i Sebastian Oldenmark, celebryci Gurkan Gasi i Meral Tasbas, Miss Szwecji 2009 Erica Harrisson, stylista Bobby Oduncu, piłkarze Magnus Hedman i Anton Hysén, Emma Igelström, Sławomir Rynkiewicz, Mattiaz Björling i Miss Inga (Martin Johansson), bloger Daniel Paris. Uczestnicy podzieleni są na dwie drużyny pokonując poszczególne dyscypliny sportowe uzyskują punkty, zwycięski team otrzymuje puchar Waterwörld. Komentatorami w programie są Eva Nazemson, komik Måns Möller i Patrik Larsson.